# Friedrich Paschen
Louis Karl Heinrich Friedrich Paschen, född den 22 januari 1865 i Schwerin, död den 25 februari 1947 i Potsdam, var en tysk fysiker.

## Biografi
Paschen blev professor i fysik i Tübingen 1901, i Bonn 1920 och 1924—1933 president för Physikalisch-technische Reichsanstalt och professor vid universitetet i Berlin. Hans arbeten faller inom optikens, speciellt spektralanalysens, samt elektricitetslärans områden. Han utförde undersökningar över de ultraröda strålarnas brytning i stensalt och flusspat samt visade, att resultaten stämmer med Kettelers och Helmholtz formel. 
Kolsyrans emissionsspektrum, vattenångans absorptionsspektrum samt seriespektra hos zink, kadmium och kvicksilver blev uppmätta av honom. Vidare bidrog Paschen till att utreda frågorna om den anomala dispersionen, om metallernas förmåga att reflektera strålar med olika våglängd samt om Zeemaneffekten. 
Paschen uppställde en formel för energifördelningen i den fullkomligt svarta kroppens spektrum. De elektrokapillära fenomenen var särskilt föremål för Paschens forskningar, och han konstruerade en ny form för den så kallade droppelektroden. Slutligen uppmätte han potentialskillnaden mellan kvicksilver och en del elektrolyter samt mellan olika elektrolyter inbördes.

## Eftermäle
Nedslagskratern Paschen på månen och asteroiden 12766 Paschen är uppkallade efter honom.